# Becca Tobin

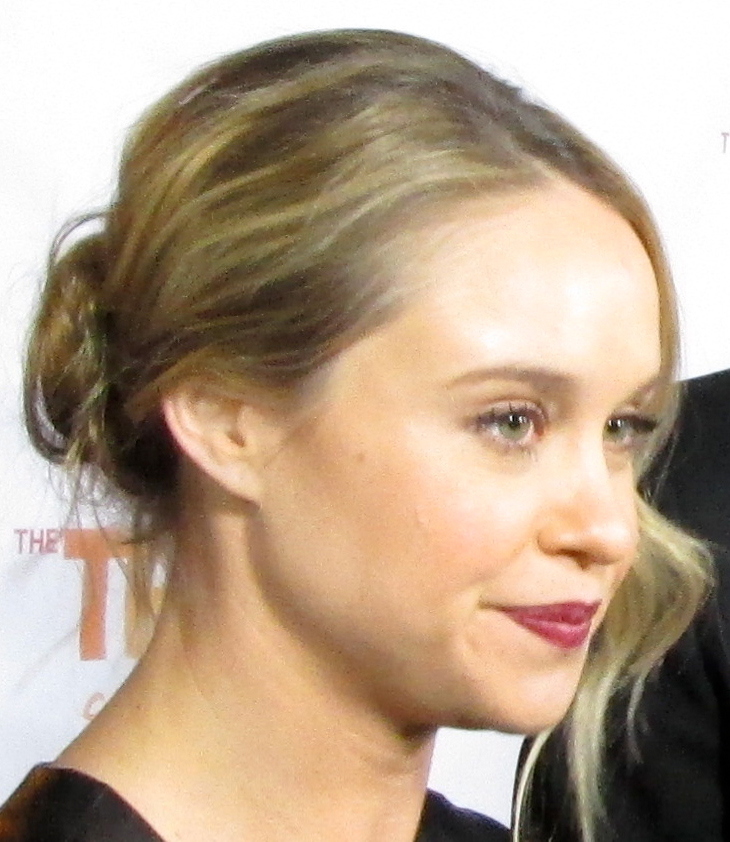
Becca Tobin im Jahre 2013

Rebecca „Becca“ Melise Tobin (* 18. Januar 1986 in Marietta, Georgia) ist eine US-amerikanische Schauspielerin, Sängerin und Tänzerin. Bekanntheit erlangte sie vor allem ab 2012 durch ihre Rolle der Kitty Wilde in der Musical-Comedy-Fernsehserie Glee.

## Leben und Karriere
Tobin wurde als jüngste Tochter zweier Anwälte in Marietta, Atlanta, geboren, wo sie auch aufwuchs. Sie hat eine Schwester und wurde durch den jüdischen Glauben ihres Vaters geprägt, der gebürtiger Berliner war. Das Hauptaugenmerk von Becca Tobin lag darauf, Schauspielerin oder Sängerin zu werden. So wurde sie in jungen Jahren von ihren Eltern gefördert und in Schauspielklassen, Gesangsstunden und Schauspiel-Camps gebracht. Auch während ihrer High-School-Zeit, die sie im Jahre 2004 erfolgreich an der Wheeler High School in ihrer Geburtsstadt abschloss, war Tobin auf ihre Schauspielausbildung fokussiert. Nachdem sie vom siebenten bis achten Schuljahr als Cheerleaderin aktiv war, brach sie diese Tätigkeit wieder ab und konzentrierte sich auf ihr Talent als Tänzerin. Nachdem sie während ihres Senior-Jahres an der High School von der Pebblebrook High School, einer Theaterschule, in eine öffentliche Schule gewechselt war, wurde sie dort von ihren Mitschülern aufgrund ihrer Theaterausbildung schikaniert und beschimpft. Später wurde sie unter anderem weibliche Sprecherin der Anti-Bullying-Website BullyVille, deren männlicher Sprecher DJ Ashba, Gitarrist von Guns N’ Roses, ist. Auch bei ihrem Abschluss von der High School im Jahre 2004 war Becca Tobin aufgrund des Mobbings ihrer Mitschüler nicht persönlich anwesend.
Im Alter von 18 Jahren und direkt nach ihrem High-School-Abschluss zog Tobin von Marietta nach New York City, wo sie unter anderem auf die American Musical and Dramatic Academy (AMDA) ging und die dortige Ausbildung im Jahre 2005 ebenfalls erfolgreich abschloss. Ab dieser Zeit konnte sie erste nennenswerte Theaterauftritte verzeichnen. So war sie 2005 in Aufführungen von Cats in der Rolle der Etcetera zu sehen oder spielte ein Jahr später als Roxie Hart im Musical Chicago mit. In diesem Jahr war sie im texanischen Houston auch in West Side Story zu sehen, wobei sie diese Rolle bis ins Jahr 2007 innehatte. In den Jahren danach war Becca Tobin vermehrt am Broadway aktiv und dabei in diversen international bekannten Broadway-Stücken vertreten. 2007 war sie im Ensemble von Seven Brides, 2008 war sie im High School Musical on Stage! im Paper Mill Playhouse in Millburn, New Jersey, zu sehen. Im selben Jahr war sie auch Teil des Ensembles von Annie und von 2008 bis 2009 im Stück Oklahoma!, das in Atlanta aufgeführt wurde, zu sehen. Am 7. April 2009 feierte das Musical Rock of Ages seine Premiere am Broadway in New York City; Tobin wurde dabei für diverse Rollen bzw. Aufgaben vorgesehen, agierte aber nur als Ersatz und hatte selbst keine tragende Rolle inne. Im Jahre 2011 lief auch dieses Engagement aus. Davor hatte sie erste Erfahrung im Film- und Fernsehgeschäft gesammelt. Dabei war sie 2009 in einer Episode der Low-Budget-Serie Wiener & Wiener im Einsatz.
Drei Jahre später folgten weitere Engagements im Fernsehen als Kitty Wilde in Glee. Dort wurde sie zum ersten Mal in der Premierenepisode der vierten Staffel eingesetzt, in deren weiterem Verlauf sie eine wiederkehrende Rolle besetzte. In der fünften Staffel war Becca Tobin im Hauptcast der Serie; ab Staffel 6 war es abermals eine wiederkehrende Rolle. In der deutschsprachigen Synchronfassung der Serie wird ihr die Stimme von Anne Helm geliehen. Aufgrund ihres Engagements in der Serie wurde sie bei der Vergabe der Teen Choice Awards 2013 in der Kategorie Choice TV Villain nominiert, den allerdings Janel Parrish gewann. Im Jahr 2013 war Tobin, die im 2011 mit dem Trans-Siberian Orchestra tourte, zusammen mit Shirley Manson in der Late-Night-Show Watch What Happens: Live mit Andy Cohen zu Gast. Außerdem nahm sie in diesem Jahr an einer Folge der US-Version von MasterChef teil und war in der Mai-Ausgabe der Maxim zu sehen. Ebenfalls 2013 wurde Tobin neben ihren Glee-Kollegen Jacob Artist, Melissa Benoist und Dean Geyer als Markenbotschafterin für Coca Colas neues Produkt P10 300 ml Coke Mismo ausgewählt und wurden dafür nach Manila geflogen, um das Produkt in diversen Malls zu bewerben. Im darauffolgenden Jahr verzeichnete sie Gastauftritte in je einer Episode von Drop Dead Diva und Mystery Girls.
Am 10. Juli 2014 wurde ihr Lebensgefährte, der Eigentümer mehrerer Clubs in West Hollywood, Matt Bendik, in einem Zimmer des Hotel Monaco in Philadelphia tot aufgefunden. Das toxikologische Gutachten brachte keine Ergebnisse, die auf einen Tod durch Überdosis oder Vergiftung schließen ließen. Des Weiteren wurde keine Drogen, Medikamente oder Waffen gefunden; auch gab es keine Indizien für einen etwaigen Selbstmord oder ein Fremdverschulden. Nachdem keine offizielle Todesursache gefunden wurde, wurde davon ausgegangen, Bendik sei an einem durch Stress ausgelösten Herzinfarkt gestorben. Anfang Oktober 2014 wurde Becca Tobin Opfer eines Hackerangriffs auf die privaten Fotos von Prominenten, der unter dem Namen The Fappening bekannt wurde.

## Filmografie
- 2009: Wiener & Wiener (Fernsehserie, 1 Episode)
- 2012–2015: Glee (Fernsehserie, 41 Episoden)
- 2013: Watch What Happens: Live (Fernsehserie, 1 Episode)
- 2013: MasterChef (Fernsehserie, 1 Episode)
- 2014: Drop Dead Diva (Fernsehserie, 1 Episode)
- 2014: Mystery Girls (Fernsehserie, 1 Episode)
- 2015: Navy CIS: L.A. (NCIS: Los Angeles, Fernsehserie, 1 Episode)
- 2017: Dropping the Soap (Fernsehserie, 1 Episode)
- 2017: Do I Say I Do? (Fernsehfilm)
- 2017: A Song for Christmas (Fernsehfilm)
- 2018: Love at First Dance (Fernsehfilm)
- 2019: Sister of the Bride (Fernsehfilm)
- 2021: Zoey’s Extraordinary Playlist (Fernsehserie, 1 Episode)
- 2021: Scott & Huutsch (Turner & Hooch, Fernsehserie, 9 Episoden)
- 2021: Christmas Is You (Fernsehfilm)
- 2023: The Wedding Contract (Fernsehfilm)

## Bühnenauftritte
- 2005: Cats
- 2006: Chicago
- 2006–2007: West Side Story in Houston, Texas
- 2007: Seven Brides
- 2008: High School Musical on Stage! im Paper Mill Playhouse in Millburn, New Jersey
- 2008: Annie
- 2008–2009: Oklahoma! in Atlanta, Georgia
- 2009–2011: Rock of Ages am Broadway in New York City, New York